# 초곡면
수학에서 초곡면(超曲面, 영어: hypersurface)은 3차원 공간 속의 곡면을 일반화하여 얻는 개념이다. n차원에 매장된 n-1 차원 다양체를 말한다.

## 같이 보기
- 초평면 (수학)
- 곡률